# Броски, Риккардо
Риккардо Броски (итал. Riccardo Broschi; 1698 год, Неаполь, Королевство Неаполь — 1756 год, Мадрид, Испания) — итальянский композитор, писавший музыку в стиле барокко, брат известного оперного певца-кастрата Карло Броски, выступавшего под псевдонимом Фаринелли.

## Биография
Риккардо Броски (настоящая фамилия Броска) родился в 1698 году в Неаполе, в королевстве Неаполь в зажиточной дворянской семье Сальваторе Броска, страстного поклонника музыкального искусства, и Катерины Баррезе. Большую часть своего детства будущий композитор провёл в Андрии. В 1711 году он вернулся в родной город и поступил в консерваторию Санта-Мария-ди-Лорето.
Впервые его сочинения прозвучали в церкви Санта-Мария-дель-Пополо дель Инкурабили 3 февраля 1725 года во время праздника в честь Святого Власия. Осенью того же года на сцене Театро дей Фьорентини была поставлена, написанная им, опера-буфф «Глухая старуха» (итал. La vecchia sorda).
В 1727 году в Риме состоялась премьера его единственной оратории «Мученичество Святой Сусанны» (итал. Il martirio di Santa Susanna Vergine), а в следующем году в том же городе в театре Тординона была поставлена его первая опера-сериа «Остров Альцины» (итал. L'isola di Alcina). Вскоре имя Риккардо Броски стало известно по всей Италии. В 1729 году в Парме он поставил оперу «Брадаманта на острове Альцины» (итал. Bradamante nell'isola di Alcina), представлявшую собой редакцию оперы, поставленной им ранее в Риме. Затем последовали постановки его опер «Гидасп» (итал. Idaspe) в 1730 году в Венеции и «Аэций» (итал. Ezio) в 1731 году в Турине. В последней постановке в  Театро Реджо принимали участие его брат Карло Броски, выступавший под псевдонимом Фаринелли, Фаустина Бордони и Антонио Монтаньяно. В том же году композитор и его брат получили звание академиков и стали членами Академии Филармоника в Болонье. По возвращении в Турин, в 1732 году на сцене всё того же Театро Реджо была поставлена самая известная опера композитора — «Меропа» (итал. Merope).
В 1734 году в Лондоне была поставлена его опера «Артаксеркс» (итал. Artaserse ), главную партию в которой исполнил его брат. Эта опера была написана им в соавторстве с Иоганном Адольфом Хассе по либретто на английском языке. В следующем году уже в Милане была поставлена его новая опера «Адриан в Сирии» (итал. Adriano in Siria).
В 1737 году некоторое время Риккардо Броски был придворным композитором Карла-Александра, герцога Вюртемберга. Вернувшись в Неаполь, он поставил свою последнюю оперу, «Деметрий» (итал. Demetrio ), написанную им в соавторстве с Леонардо Лео и неизвестным по имени композитором.
В 1739 году Риккардо Броски присоединился к своему брату в Мадриде, который с 1737 года был придворным певцом короля Филиппа V. Здесь композитор поступил на дипломатическую службу, получив место комиссара армии и флота. Тем не менее, в 1744 году он предпринял попытку получить место капельмейстера в капелле королей Неаполя.
Риккардо Броски умер в 1756 году в Мадриде.
В фильме Жерара Корбьё «Фаринелли – голос королевы» (в российском прокате «Фаринелли-кастрат») 1994 года роль Риккардо Броски исполнил актёр Энрико Ло Версо.

## Творческое наследие
Творческое наследие композитора включает 11 опер (2 оперы написаны в соавторстве, 8 утрачены), 1 оратория, 1 кантата и многочисленные вокальные сочинения.